# Gift Leremi
Gift Leremi, właśc. Mpho Leremi (ur. 13 października 1984 w Soweto, zm. 3 września 2007 w Alberton) – południowoafrykański piłkarz reprezentant kraju. Grał na pozycji ofensywnego pomocnika.

## Kariera i śmierć
Zaczynał karierę w 1999 roku w Orlando Pirates i grał w lokalnej drużynie rezerw. Do pierwszej drużyny trafił w 2002 roku i grał w niej przez 5 lat. Wystąpił wtedy w 70 spotkaniach i strzelił 15 goli. W 2007 roku przeszedł do klubu z czołówki ligi Mamelodi Sundowns zdążył zagrać w 2 spotkaniach, strzelając 1 gola.
3 września Leremi wracał z CAF Confederation Cup, które odbywało się w Kamerunie. W Alberton niedaleko Johannesburga doszło do kolizji, w której Leremi zginął.

## Kariera reprezentacyjna
Gift Leremi zagrał 21 razy w RPA U-23 i 4 razy w seniorskiej reprezentacji swego kraju.